# Mount Liamuiga
Mount Liamuiga är ett 1 156 meter hög stratovulkan vilken utgör den västra delen av ön Saint Kitts. Vulkanen är den högsta toppen på Saint Kitts och i hela Saint Kitts and Nevis. Vulkanen är också den högsta på Brittiska Leeward-öarna och bland de högsta i hela östra Västindien. Toppen är en 1 kilometer bred krater, benämnd The Crater, som var en sjö ända fram till 1959 som 2006 hade återbildas igen. Det sista utbrottet var för cirka 1 800 år sedan men det finns osäkra uppgifter att det var utbrott 1692 och 1843.
Mount Liamuiga hette tidigare Mount Misery. Vulkanen bytte namn den dag St. Kitts blev ett eget land (19 september 1983), men många äldre medborgare kallar fortfarande berget för Mount Misery. Namnet Liamuiga kommer ifrån Kalinagos namn för hela ön St. Kitts som betyder "bördig mark". Berget ligger i bergskedjan North West Range.
Bergssidorna täcks av jordbruksmark och små byar upp till cirka 460 meters höjd, efter vilket regnskog breder ut sig. Många guidade vandringar är organiserade till toppen och omgivande regnskogar. Vanligtvis startar turerna från Belmont Estate i byn St. Paul's.